# Alex Zurdo
Alexis Vélez Alberio (né le 10 juillet 1983 à Trujillo Alto), mieux connu sous le nom d'Alex Zurdo, est un compositeur portoricain de musique chrétienne contemporaine évangélique de style hip-hop chrétien. Il compte plus d'une douzaine de productions musicales. Il a été l'artiste principal de plusieurs concerts et événements autour de l'Amérique latine,, partageant les scènes et les collaborations avec Redimi2, Funky, Vico C, Marcos Witt, Christine D'Clario, Tercer Cielo, Danilo Montero, Marcos Vidal, et Olga Tañón, entre autres,.
Ses chansons les plus populaires sont Te busco, avec plus de 188 millions de lectures sur YouTube, suivie de Sin ti, Nadie como tú, Cuando yo te conocí, Cierra la puerta, No cuenten conmigo, Mi GPS, ¿Dónde estás?, et El Semáforo, entre autres.

## Biographie

### Débuts
À l'âge de 11 ans, il écrit ses premières chansons de rap. À 13 ans, il obtient son premier piano et apprend à en jouer lui-même. Dans les années qui suivent, sous le nom de Zurdo ou en duo avec Rey Blasto, il participe à plusieurs productions profanes de rap et de reggaeton telles que Reggae Bachata, en collaborant sur Nada de Nada avec Frank Reyes sur The Noise de DJ Negro, sur Reggaeton Wicked !, une compilation de reggaeton distribué au Japon en 2005, Contra todos de DJ Blaster, entre autres, participe à l'album Rolexx : La Hora de la Venganza avec Rey Blasto en 2003.
En 2004, à l'âge de 21 ans, après une nouvelle naissance, il devient chrétien évangélique et décide de faire du hip-hop chrétien. En même temps, il commence son ministère de la musique, avec des conférences et des séminaires.

### Premiers albums (2004-2009)
En 2004, il sort sa première production musicale chrétienne intitulée Nada es mío, distribuée par Universal Music Latino. Après son premier album, Alex publie de 2005 à 2009 un album par an, à savoir Con propósito, Se trata de ti, De Gloria en Gloria - La Trayectoria, Una y mil razones et Así son las cosas, tout en continuant à collaborer à d'importantes productions chrétiennes telles que Vivencias, La Verdad y Los Bravos de DJ Blaster, Los del momento de Maso, Vida nueva de Funky et DJ Pablo, Los Violentos de Manny Montes et Sandy NLB, El equipo invencible de Redimi2, A fuego con la Palabra de Dr. P et Bible Societies, Linaje escogido de All Star Records, Los Embajadores del Rey de Santito, Guerreros del reino de Travy Joe, De Vuelta el Tonkka de Goyo, El que menos esperaban de Bima, Igual pero diferente de Triple Seven, l'album Eternity de Zion y Lennox et bien d'autres albums, ainsi que la participation à la Combinación Perfecta, la seule chanson qui réussit à rassembler les représentants les plus importants de la musique chrétienne urbaine tels que Funky, Manny Montes, Triple Seven, Maso, Redimi2, Quest et Dr. P en un seul morceau.

### Mañana es hoy(2012-2017)
Sa septième production intitulée Mañana es hoy dure trois ans. La production musicale est confiée au duo de producteurs Marcos Ramírez et Víctor Torres (Los Tranz4Merz), Effect-O, DJ Cróniko et Alex lui-même. Il est promu avec le single ¿Dónde estás? qui parle de l'importance de la paternité. Depuis 2012, ses productions sont sorties tous les deux ans, ce qui lui vaut des nominations et des reconnaissances dans diverses cérémonies telles que les Arpa et les AMCL Awards. Cet album est le premier d'Alex Zurdo à atteindre les palmarès du Billboard, débutant à la 9e place du classement Latin Rhythm Albums restant dans le top 15 pendant plus de 20 semaines. Pour cet album, Alex remporte trois prix AMCL en 2012, dans les catégories Album urbain de l'année, Chanson urbaine de l'année pour Mañana es hoy et Intervention musicale de l'année pour Si no hay amor avec Vanessa Vissepó.
De la A a la Z sort en 2014 avec Redimi2, Christine D'Clario, Nancy Amancio et Samuel Hernández. L'album débute à la quatrième place du classement Billboard Latin Rhythm Albums. Cet album remporte un prix AMCL en 2014 dans les catégories Album urbain de l'année et Chanson urbaine de l'année pour No soy yo avec Redimi2, et est également nommé aux Arpa Awards 2015 dans la catégorie Meilleur album urbain.

### Derniers albums (depuis 2018)
En février 2021, il sort un album intitulé UNO avec Funky et Redimi2, qui atteint la première place sur iTunes. En mars 2021, il participe à Al taller del maestro, un concert de bienfaisance en streaming d'Álex Campos, où Evan Craft est également présent. L'événement comprend le remix de Vivir el cielo, interprété par les trois artistes. Il collabore avec Olga Tañón et Abraham Velázquez sur la chanson Todo pasará.
En 2023, il collabore avec Gocho pour son retour à la musique pour le single Hablaré. Il est de nouveau nommé aux Premios Tu Música Urbano. Il participe au remix de Danzando (Versión Urbana) aux côtés de Travy Joe, Harold Velázquez et du groupe vénézuélien Montesanto. En 2024, il sort son album CONXSION, accompagné d'une tournée dans plusieurs pays d'Amérique latine. Il collabore aux premières chansons chrétiennes du chanteur Nacho, intitulées Amén et Alabaré.

## Discographie
- 2004 : Nada es mío
- 2005 : Con propósito
- 2006 : Se Trata de ti (avec Jonny L)
- 2007 : De Gloria en Gloria - La Trayectoria
- 2008 : Una y mil razones
- 2009 : Así son las cosas
- 2012 : Mañana es hoy
- 2014 : De la A a la Z
- 2016 : AZ Live
- 2018 : ¿Quién contra nosotros
- 2020 : Heaven Music Fest
- 2020 : M.E.M.E.
- 2021 : UNO (avec Funky et Redimi2)
- 2022 : DTOX
- 2022 : UNO (Pistas Originales) (avec Funky et Redimi2)
- 2023 : CONXSIÓN
- TBA : UNO 2 (avec Funky, Redimi2 et Manny Montes)

## Distinctions
Alex Zurdo a reçu un Dove Award, un Premio Arpa et le Premio Tu Música Urbano, et est également nommé pour un Latin Grammy en 2019,.